# Челекено-Огурчинский пролив
Челекено-Огурчинский пролив (туркм. Çeleken-Ogurjaly bogazy) соединяет открытую акваторию Каспийского моря с Туркменским заливом, отделяя при этом остров Огурчинский от п-ова Дервиш (также известный как Южная Челекенская коса), который в свою очередь является частью полуострова Челекен. Является частью территориальных вод республики Туркменистан. Пролив достигает в ширину 15 км, но отличается мелководностью. Глубины в нём под влиянием волнения, течений и изменений уровня Каспийского моря и Туркменского залива подвержены постепенным изменениям. В 1970-х годах максимальная глубина фиксировалась на уровне 3 м при средней около 1,5-2 м. Несмотря на постепенное обмеление, Челекено-Огурчинский пролив пока доступен для прохождения судов с низкой посадкой, хотя даже в этих случаях сохраняется опасность сесть на мель. В центре пролива расположен маленький остров Безымянный. В результате постепенного размыва северной части острова Огурчинский в последние десятилетия в Челекено-Огурчинском проливе образовались новые мелкие песчаные островки и косы, фактически превратившие его в несколько проливов.

## Топографическая карта
- Лист карты J-39-V. Масштаб: 1 : 200 000. Указать дату выпуска/состояния местности.